# لوچ تایگر تپه‌ای
لوچ تایگر تپه‌ای (Sewellia lineolata)، گونه‌ای از ماهی بومی استان‌های توا تین-هو، کوانگ نام، کوانگ نگای و بین دین در کشور ویتنام است. </link>

## مراجع
1. ↑  Huckstorf, V. & Freyhof, J. (2011). "Sewellia lineolata". IUCN Red List of Threatened Species. IUCN. 2011: e.T188088A8641242. doi:10.2305/IUCN.UK.2011-1.RLTS.T188088A8641242.en. Retrieved 15 March 2024.
2. ↑  "Sewellia lineolata". seriouslyfish.com. Retrieved December 31, 2021.

## لینک های خارجی
پرونده‌های رسانه‌ای مربوط به Sewellia lineolata در ویکی‌انبار 